# Tachina rohdendorfi
Tachina rohdendorfi là một loài ruồi trong họ Tachinidae.